# Neoarchemorus speechleyi
Neoarchemorus speechleyi är en spindelart som beskrevs av Mascord 1968. Neoarchemorus speechleyi ingår i släktet Neoarchemorus och familjen hjulspindlar.
Artens utbredningsområde är New South Wales. Inga underarter finns listade i Catalogue of Life.